# 福祿壽大假光臨
《福祿壽大假光臨》（英語：Acts of Gods）是香港電視廣播有限公司製作的綜藝戲仿節目。本節目是《荃加福祿壽》為聖誕準備的節目，福祿壽節目系列的第四輯。由阮兆祥（福）、王祖藍（祿）及李思捷（壽）擔任主持。本節目由2011年12月11日至12月25日逢星期日21:00-22:00于翡翠台及高清翡翠台播放，節目播出後於myTV提供節目重溫。。

## 節目內容
| 集數 | 播映日期 | 主題           | 內容 |
| 01   | 12月11日 | 福祿壽冬日送暖 | - 魔法三兄弟-阮兆祥、王祖藍、李思捷 - 小趣劇-阮兆祥、王祖藍、李思捷 - Gag Santa-李思捷 - 老桃姐-阮兆祥、李思捷 - 今日師奶D-阮兆祥、王祖藍、李思捷 - 超低能-王祖藍、李思捷 - 殘傑聖誕歌曲-李思捷 - 聖誕來了-阮兆祥、王祖藍、李思捷 - 聖誕公益活動-Hailey、李思捷 |
| 02   | 12月18日 | 福祿壽聖誕佳音 | - 蔡楓華-何必曾相識-李思捷 - 殘傑哥哥-李思捷 - 成日穿蹦神奇魔法-李思捷 - 瞓身遊戲示範-王祖藍 李思捷 - 今日師奶D-阮兆祥、王祖藍、李思捷 - 聖誕來了-阮兆祥、王祖藍、李思捷 - 天與地-李思捷                                                                        |
| 03   | 12月25日 | 福祿壽聖誕派對 | - gag santa 1-李思捷 - gag santa 2-李思捷 - 殘傑哥哥-李思捷 - 成日穿崩神奇魔法-李思捷 - 今日師奶D-阮兆祥、王祖藍、李思捷 |

## 外部連結
- 《福祿壽大假光臨》 - 主頁 - tvb.com （页面存档备份，存于）